# Грејс Забриски
Грејс Забриски (енгл. Grace Zabriskie; Њу Орлеанс, 17. мај 1941), америчка је филмска и ТВ глумица.